# Sofia Magarill
Sofia Zinovyevna Magarill, surnommée Max, née le 5 avril 1900 et morte le 15 octobre 1943 à Alma-Ata, est une actrice soviétique.

## Biographie
Sofia Magarill étudie jusqu'en 1925 au Studio Théâtre Morozov, ainsi qu'à la Fabrique de l'acteur excentrique (la Feks)  sous la direction de Leonid Trauberg et de Grigori Kozintsev dont elle deviendra l'épouse. Elle a travaillé au Nouveau Théâtre à Leningrad. Elle meurt de la fièvre typhoïde lors de l'évacuation de Tachkent.

## Prix et honneurs
Sofia Magarill est artiste émérite de la RSFSR en 1935.

## Filmographie sélective
- 1924 : Cœurs et dollars
- 1926 : Traître : une prostituée
- 1927 : Kastus Kalinowski : Jadwiga
- 1927 : SVD : L’Union pour la grande cause : Vyshnevskaya
- 1929 : La Nouvelle Babylone : l'actrice Tamara Makarova
- 1930 : Vingt-deux malheurs : Margarita
- 1930 : Nos Filles : Nina
- 1932 : Vous trouvez un emploi : Anna
- 1932 : Deux réunions : Yelena Belova
- 1932 : Gloire du monde : Mars Forst
- 1933 : Cas spécial : Amour Aborina
- 1934 : Le Lieutenant Kijé : la demoiselle d'honneur de Catherine Nelidova
- 1934 : Le secret de la firme : Levin
- 1938 : Ennemis : Meadow Tatiana
- 1941 : Mascarade : La baronne Strahl
- 1942 : Assassins sur la route : Mars